# إدوارد إتش. مكنمارا
إدوارد إتش. مكنمارا هو سياسي أمريكي، ولد في 21 سبتمبر 1926، وتوفي في 19 فبراير 2006 في ديترويت في الولايات المتحدة. نشط حزبياً في الحزب الديمقراطي.